# Окутюрье, Ипполит
Ипполит Окутюрье (фр. Hippolyte Aucouturier; 17 октября 1876, Ла-Селле — 22 апреля 1944, Париж) — французский шоссейный велогонщик, двукратный победитель Париж — Рубе, 5 раз выигрывавший этапы первых Тур де Франс.

## Карьера
Карьера Окутюрье началась приблизительно в 1900 году, в следующем он выиграл Брюссель — Рубе. В 1903 году ему удалось победить на Париж — Рубе, когда оторвавшийся от лидеров Клод Шапперон по ошибке взял чужой трековый велосипед и был вынужден менять его на свой (в те времена по приезде на трек Рубе гонщик должен был менять шоссейный велосипед на заготовленный ему же трековый); Окутюрье опередил оплошавшего соперника на 3 секунды. Вскоре Ипполит выиграл материнскую для Париж — Рубе 560-километровую гонку Бордо — Париж, после чего считался одним из главных, наряду с Морисом Гареном, фаворитов на дебютном Тур де Франс. Однако на первом же этапе Окутюрье жестоко страдал от пищевого отравления, и был вынужден сойти за 135 километров до финиша. По правилам, он исключался из общего зачёта, однако мог продолжать борьбу за победы на этапах. Это позволило Окутюрье выиграть следующие 2 этапа, до того как на 4-м этапе он не упал и сошёл окончательно из-за травмы ноги.
В следующем сезоне француз снова победил на Париж — Рубе, выиграв спринт у Сезара Гарина, и опять приехал на Тур де Франс одним из фаворитов. Как и год назад, Окутюрье на первом же этапе потерял шансы на победу в общем зачёте, участвуя в завалах и страдая от поломок. Из оставшихся пяти этапов он выиграл четыре, став 4-м в общем зачёте. Однако скандальная гонка продолжилась расследованием и дисквалификацией как Окутюрье, так и всех финишировавших выше него гонщиков. По одной из легенд, Ипполит держал во рту пробку, привязанную леской к автомобилю, буксировавшему спортсмена. Через год Окутюрье снова выиграл Бордо — Париж и боролся за победу на Туре, правила которого были серьёзно изменены. Так, победителем становился обладатель наименьшего количества штрафных очков, начислявшихся за отставание и позицию по итогам этапа. Окутюрье выиграл 3 из 11 этапов, но на 5-м этапе он финишировал лишь 12, проиграв слишком много очков победителю этапа и лидеру гонки, Луи Трусселье: Ипполит финишировал вторым в общем зачёте. Окутюрье ещё несколько лет участвовал в велогонках, но значимых успехов больше не добивался.

## Достижения
1901
- Победа на Брюссель — Рубе
- 2-й на Бордо — Париж
- 3-й на Париж — Брест — Париж

1902
- 3-й на Париж — Ренн
- 3-й на Тулуза — Люшон — Тулуза

1903
- Победа на Париж — Рубе
- Победа на Бордо — Париж

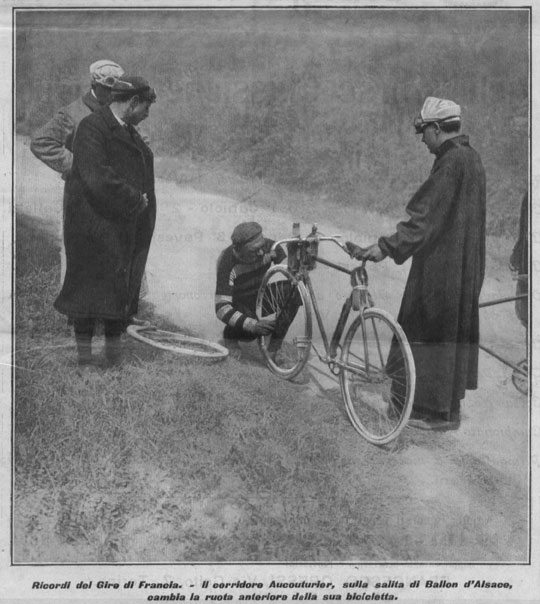
Окутюрье меняет колесо во время гонки 1906 года

- Победы на 2-м и 3-м этапах Тур де Франс
- 2-й на Париж — Валансьен

1904
- Победа на Париж — Рубе

1905
- Победа на Бордо — Париж
- Победы на 2-м, 4-м и 8-м этапах Тур де Франс